# Monoalphabetische Substitution
Als monoalphabetische Substitution (von griechisch μόνο mono ‚einzig‘ und αλφάβητο alphabeto ‚Alphabet‘ sowie von lateinisch substituere ‚ersetzen‘) bezeichnet man in der Kryptographie ein Verschlüsselungsverfahren, bei dem nur ein einziges (festes) Schlüsselalphabet zur Verschlüsselung, also zur Umwandlung des Klartextes in den Geheimtext, verwendet wird.

## Prinzip
Die Buchstaben oder Zeichen oder auch Buchstabengruppen oder Zeichengruppen des Klartextes werden nach Vorgabe dieses einen Alphabets, das auch Schlüsselalphabet oder Geheimalphabet genannt wird, durch andere Buchstaben, Zeichen oder Gruppen ersetzt (substituiert).
Klassische Beispiele für monoalphabetische Substitutionen sind die Caesar-Verschlüsselung und das Playfair-Verfahren. Im Gegensatz zur monoalphabetischen Substitutionen stehen die polyalphabetischen Substitutionen, bei denen zur Verschlüsselung mehrere (viele) verschiedene Alphabete verwendet werden. Beispiele hierfür sind die Vigenère-Verschlüsselung und die Schlüsselmaschine Enigma.

## Krypto-Rätsel
Während monoalphabetische Substitutionen mit Computerunterstützung relativ leicht gebrochen werden können und keine hinreichende Sicherheit gegen Entzifferung bieten, sind sie als Krypto-Rätsel beliebte Denksportaufgaben. Eine der bekanntesten Organisationen zu diesem Thema ist die
American Cryptogram Association (ACA). Sie unterscheidet zwischen sogenannten Aristocrats und Patristocrats.
Bei den Aristocrats bleiben Worttrennungen als Leerzeichen im Kryptogramm weiterhin sichtbar und auch Satzzeichen bleiben erhalten. Die ACA bezeichnete diese Art von Aufgaben ursprünglich als „The Aristocrat of Puzzles“ („Der Aristokrat der Rätsel“). Werden hingegen Leer- und Satzzeichen unterdrückt und der Geheimtext in Gruppen aus zumeist fünf Buchstaben angeordnet, dann spricht man von Patristocrats.

## Beispiele

### Aristocrat
Ein einfaches Beispiel für ein Aristocrat-Rätsel wäre:
```
RDHM NCDQ MHBGSRDHM, CZR HRS GHDQ CHD EQZFD.
```

### Patristocrat
Als Patristocrat sähe die Aufgabe wie folgt aus:
```
RDHMN CDQMH BGSRD HMCZR HRSGH DQCHD EQZFD
```

Der Klartext ist in beiden Fällen hier zu finden.

### Einfache monoalphabetische Substitution
Ein Beispiel für eine monoalphabetische Verschlüsselung ist das folgende Verfahren: Hierbei werden einzelne Buchstaben des Klartextes mithilfe des Schlüsselalphabets in einzelne Zeichen des Geheimtextes substituiert. Diese Methode wird daher präzise als „monographische monoalphabetische monopartite Substitution“ oder schlicht auch als „einfache monoalphabetische Substitution“ bezeichnet.
| Klartextalphabet: | a | b | c | d | e | f | g | h | i | j | k | l | m | n | o | p | q | r | s | t | u | v | w | x | y | z |
| Geheimalphabet:   | U | F | L | P | W | D | R | A | S | J | M | C | O | N | Q | Y | B | V | T | E | X | H | Z | K | G | I |
Aus dem Klartext „wikipedia ist informativ“ wird nach Verschlüsselung der Geheimtext „ZSMSYWPSU STE SNDQVOUESH“. Der Klartext lässt sich durch Entschlüsselung wieder aus dem Geheimtext rekonstruieren, indem man dort die Buchstaben in der zweiten Zeile durch die der ersten Zeile ersetzt. Der Geheimtext, auch als Chiffrat bezeichnet, wird zur leichteren Unterscheidung vom Klartext zumeist mit Großbuchstaben geschrieben.

### Caesar-Verschlüsselung
Dies ist ein Sonderfall der einfachen monoalphabetischen Substitution, wobei das zur Verschlüsselung verwendete Alphabet durch zyklisches Verschieben jedes einzelnen Buchstabens des Standardalphabets gewonnen wird. Die Anzahl der Plätze, um die verschoben wird, ist der Schlüssel. Schon Caesar benutzte dieses Verfahren, zumeist mit dem Schlüssel „C“, was einer Verschiebung um drei Buchstaben entspricht.
Beispiel für die Caesar-Verschlüsselung:
```
 Klartextalphabet:   a b c d e f g h i j k l m n o p q r s t u v w x y z
 Geheimtextalphabet: D E F G H I J K L M N O P Q R S T U V W X Y Z A B C
```

Bei diesem Beispiel wird das Wort „wikipedia“ als „ZLNLSHGLD“ verschlüsselt.

### Geheimalphabeterstellung
Es gibt unterschiedliche Methoden, um das zur Ver- und Entschlüsselung benötigte Geheimalphabet zu erzeugen. Besonders einfache (und besonders unsichere) Varianten sind
- Caesar-Verschiebung: Hier sind nur 25 verschiedene Schlüssel möglich. Beispiel mit Schlüssel E, also Verschiebung um fünf Zeichen:

```
  Klar: abcdefghijklmnopqrstuvwxyz
Geheim: FGHIJKLMNOPQRSTUVWXYZABCDE
```

- Atbasch: Revertiertes Alphabet, nur ein einziger fester Schlüssel verfügbar:

```
  Klar: abcdefghijklmnopqrstuvwxyz
Geheim: ZYXWVUTSRQPONMLKJIHGFEDCBA
```

Daneben ist die Erzeugung eines verwürfelten Geheimalphabets mithilfe eines Kennworts (Schlüssel) üblich. Vorteil dieser Methode ist, dass so eine Vielzahl von unterschiedlichen Geheimalphabeten gebildet werden kann, ohne dass man den Schlüssel in schriftlicher Form übermitteln müsste. Es genügt, dem befugten Empfänger das entsprechende Kennwort mündlich oder auf irgendeine andere (geheime) Weise zukommen zu lassen. Das Kennwort ist leicht zu merken und auf diese Weise gut vor Ausspähung geschützt. Sowohl Verschlüssler (Sender) als auch Entschlüssler (Empfänger) bilden auf gleiche Weise aus dem Kennwort das identische Geheimalphabet.
Beispielsweise vereinbaren sie als ihren geheimen Schlüssel das Kennwort „Regenschirm“. Zunächst entfernen sie alle mehrfach auftretenden Buchstaben aus dem Kennwort. Aus „Regenschirm“ wird so REGNSCHIM. Diese Buchstaben bilden den Anfang des Geheimalphabets. Der Rest des Alphabets, also die im Kennwort nicht auftretenden Buchstaben werden rechts aufgefüllt (unten durch Fettdruck hervorgehoben). So erhält man als Geheimalphabet
```
  Klar: abcdefghijklmnopqrstuvwxyz
Geheim: REGNSCHIM
ABDFJKLOPQTUVWXYZ
```

Besser ist es, die restlichen Buchstaben nicht alphabetisch, sondern in umgekehrt alphabetischer Reihenfolge (revertiert) aufzufüllen. So vermeidet man den Nachteil, dass ansonsten das Geheimalphabet häufig (wie auch hier) mit ...XYZ endet. Durch revertierte Auffüllung der restlichen Buchstaben des Alphabets nach dem Kennwort ergibt sich so als Geheimalphabet:
```
  Klar: abcdefghijklmnopqrstuvwxyz
Geheim: REGNSCHIM
ZYXWVUTQPOLKJFDBA
```

Als Alternative kann man auch die noch fehlenden Alphabetbuchstaben in alphabetischer Reihenfolge an den letzten Buchstaben des Kennworts anhängen (progressive Auffüllung) und so ein möglichst verwürfeltes Geheimalphabet erzeugen:
```
  Klar: abcdefghijklmnopqrstuvwxyz
Geheim: REGNSCHIM
OPQTUVWXYZABDFJKL
```

Ebenso ist es denkbar, ein völlig zufällig verwürfeltes Geheimalphabet zu verwenden. Nachteilig dabei ist allerdings, dass sich die beiden Partner dieses kaum im Kopf merken können. Es muss also notiert werden und kann dann eventuell ausgespäht werden.
```
  Klar: abcdefghijklmnopqrstuvwxyz
Geheim: NKJSZWHMLAVYFCPTBQRUOGIDXE
```

Unter Verwendung des obigen Geheimalphabetes wird der Klartext „Wasser kocht im Teekessel“ in den Geheimtext „INRRZQ VPJMU LF UZZVZRRZY“ umgewandelt. Natürlich würde man vor Übermittlung des Geheimtextes zur Erschwerung der unbefugten Entzifferung die Leerzeichen entfernen und den Text als „Wurm“ „INRRZQVPJMULFUZZVZRRZY“ oder in Gruppen „INRRZ QVPJM ULFUZ ZVZRR ZY“
übermitteln.

## Sicherheit
Im Gegensatz zur Caesarverschlüsselung mit nur 25 Möglichkeiten gibt es sehr viele Möglichkeiten zur Verwürfelung des Standardalphabetes: Der erste Buchstabe „A“ kann an eine von 26 möglichen Alphabetpositionen platziert werden. Für den zweiten Buchstaben „B“ gibt es dann noch 25 mögliche Plätze zur Auswahl, für den dritten 24, und so weiter. Insgesamt berechnen sich so 26·25·24·23···4·3·2·1 = 26! (Fakultät) Möglichkeiten zur Verwürfelung des Alphabets. Das sind ungefähr 4·1026 Fälle und entspricht etwa 88 bit. Demzufolge ist eine Entzifferung durch Ausprobieren aller Fälle (Brute-Force-Methode) praktisch unmöglich. Dennoch ist die monoalphabetische Substitution unsicher und leicht zu „knacken“. Selbst relativ kurze Geheimtexte, die monoalphabetisch verschlüsselt sind (dreißig bis fünfzig Zeichen reichen völlig aus), können mit Hilfe statistischer Untersuchungen (Häufigkeitszählungen) und durch Mustersuche entziffert werden.

## Entzifferung

### Häufigkeitsanalyse
Zur Entzifferung monoalphabetischer Verschlüsselungen (ohne bekannten Schlüssel) führt man eine Häufigkeitsanalyse der Buchstaben im Geheimtext durch und kann so auf gewisse Buchstaben schließen, woraus dann Wörter und somit immer mehr Assoziationen zu Klartextbuchstaben gezogen werden können. (Einige Häufigkeitstabellen findet man unter Deutsches Alphabet.)
Beispiel:
```
MJJP NOP CNI HZGFZQOSMQGR ZQO SCD GJDKQPCMUCMCNGF. CM RJDDP TJD CIABNOGFCI QIS FCNOOP VJCMPBNGF QCUCMOCPYP: VQMYCB.
```

Buchstabenhäufigkeiten: C 14; M, P jeweils 8; O, Q jeweils 7; G, J, N jeweils 6; D, F jeweils 5.
Aus der Verteilung lässt sich vermuten, dass das e als häufigster Buchstabe durch C ersetzt wurde. Damit ergibt sich folgendes:
```
MJJP NOP CNI HZGFZQOSMQGR ZQO SCD GJDKQPCMUCMCNGF. CM RJDDP TJD CIABNOGFCI QIS FCNOOP VJCMPBNGF QCUCMOCPYP: VQMYCB.
.... ... e.. ............ ... .e. ......e..e.e.... E. ..... ... E.......e. ... .e.... ..e...... .e....e...: ....e..
```

Nun wird nach Wortzusammenhängen gesucht. Wörter mit 3 Buchstaben und e in der Mitte sind in der Regel Artikel (der, den, dem, …), besonders, wenn sie mehrfach vorkommen; so lässt sich also auf das d schließen.
Ein Wort mit 3 Buchstaben und e am Anfang ist oft ein.
Hier gilt es auszuprobieren und die Schritte zu dokumentieren, so dass man bei Fehlern durch Backtracking weitermachen kann.
```
MJJP NOP CNI HZGFZQOSMQGR ZQO SCD GJDKQPCMUCMCNGF. CM RJDDP TJD CIABNOGFCI QIS FCNOOP VJCMPBNGF QCUCMOCPYP: VQMYCB.
.... i.. ein .......d.... ... de. ......e..e.e.... E. ..... ... En..i...en .nd .ei... ..e...i.. .e....e...: ....e..
```

Daraus lassen sich leicht die Wörter und und ist entnehmen:
```
...t ist ein .....u.d.u.. .us de. ....ute..e.e.... E. ....t ... En..is..en und .eisst ..e.t.i.. ue.e.set.t: .u..e..
```

Woraus sich mit etwas Phantasie und Übung leicht weitere Wörter und Buchstabenfolgen (wie aus, sch/ch, en etc.) und zu guter Letzt der Klartext schließen lassen:
```
...t ist ein Fachausd.u.. aus de. C...ute..e.e.ch. E. ....t ... En..ischen und heisst ..e.t.ich ue.e.set.t: .u..e..
Root ist ein Fachausdruck aus dem Computerbereich. Er kommt vom Englischen und heisst woertlich uebersetzt: Wurzel.
```

Die Entzifferung des Geheimtextes durch Auswertung der Buchstabenhäufigkeiten kann durch einen leipogrammatischen Text erschwert bis unmöglich gemacht werden. Dadurch, dass in einem leipogrammatischen Text einer oder mehrere Buchstaben nicht verwendet werden (z. B. Nichtverwenden von Wörtern mit e), verschiebt sich die ganze Buchstabenhäufigkeit, und ohne das Wissen um den/die vermiedenen Buchstaben kann keine oder nur eine stark erschwerte Auswertung erfolgen.

### Klartextangriff (Mustersuche)
Sind Teile des Klartextes bekannt (einzelne Begriffe), so kann man nach deren Muster im Geheimtext suchen, indem man beispielsweise nach Doppelbuchstaben Ausschau hält. Im Klar- sowie im Geheimtext sollten bei einer monoalphabetischen Substitution an denselben Stellen doppelte Zeichen vorkommen. In gleicher Weise kann man auch nach Mustern im Geheimtext suchen, die dem Muster des vermuteten Wortes entsprechen.
Beispiel:
```
Vermutet:    internet
Geheimtext: WXMNASXUAXSXNA
'internet' → 'NASXUAXS'
```

### Literarisches Beispiel
Ausführlich beschrieben wird die Entzifferung einer monoalphabetischen Substitution mithilfe Häufigkeitszählung und lexikalischer Analyse in Edgar Allan Poes Kurzgeschichte Der Goldkäfer von 1843.

## MAKE-PROFIT-Verschlüsselung
Diese sehr einfache monoalphabetische Verschlüsselung von Ziffern beruht darauf, dass Ziffern durch die ihnen zugeordneten Buchstaben aus dem leicht merkbaren Satz „MAKE PROFIT.“ ersetzt werden:
```
   Ziffern: 1 2 3 4 5 6 7 8 9 0
 Schlüssel: M A K E P R O F I T
 Beispiele: 3719346 87550 46025504 12892
            KOMIKER FOPPT ERTAPPTE MAFIA
```

Eine derartige Verschlüsselung ist weniger als Geheimcode geeignet, sondern man benutzt den Schlüssel, um Buchstaben dort in Ziffern umzuwandeln, wo keine Buchstaben verwendet werden können oder verwendet werden sollen. Ein Beispiel sind Typencodes in Katalogen und Preisangaben in Listen für Verkäufer. Bei der Siemens AG, so der ehemalige Siemens-Manager Michael Kutschenreuter gegenüber der Staatsanwaltschaft in München, sei der Code im Zusammenhang mit Anweisungen zu Schmiergeldzahlungen auch als Geheimschlüssel verwendet worden.

## Verwandte Verschlüsselungsverfahren
Homophone Verschlüsselung
Die Klartextzeichen können durch unterschiedliche Geheimtextzeichen substituiert werden.
Playfair
Eine bigraphische monoalphabetische Substitution.
Polyalphabetische Substitution
Für die Zeichen des Klartextes werden „viele“ Geheimtextalphabete verwendet.
Polygrammsubstitution (auch: polygraphische Substitution)
Statt einzelner Klartextzeichen werden Zeichen-N-Gramme (beispielsweise Buchstabengruppen) substituiert.